# Batalla de las Colinas de San Juan
La batalla de las Colinas de San Juan fue la batalla más sangrienta y más famosa de la guerra hispano-estadounidense.

## Antecedentes
En las lomas de San Juan, 521 soldados españoles recibieron la orden de resistir la ofensiva estadounidense el 1 de julio de 1898. Por razones aún no del todo claras, el general español Arsenio Linares no logró reforzar esta posición, escogiendo mantener aproximadamente 10 000 reservas españolas en la ciudad de Santiago. El afianzamiento español en la cima de la colina, aunque típicamente bien construido, fue pobremente posicionado, lo que haría difíciles incluso los disparos de fusil a quemarropa a los avances de los estadounidenses. Pese a ello, apenas 300 militares españoles lograron repeler durante un día entero a una fuerza estadounidense de unos 15 000 o 20 000 hombres.
El general William Rufus Shafter comandó una fuerza de 15 000 a 20 000 hombres organizados en tres divisiones. Jacob F. Kent mandaba la 1.ª División, Henry W. Lawton la 2.ª División y Joseph Wheeler la División de Caballería, pero padecía fiebre y tuvo que pasar el mando al general Samuel S. Sumner. Los planes de Shafter para atacar Santiago de Cuba convocaron a la división de Lawton para moverse al norte y reducir la fortaleza española en El Caney, que tomaría tras 12 horas de intenso combate, y después se unirían con el resto de las tropas para el ataque en la cumbre de la colina de San Juan. Las dos divisiones restantes se dirigirían directamente a las colinas de San Juan con Sumner en el centro y Kent en el sur. Shafter estaba demasiado enfermo para dirigir personalmente las operaciones y en su lugar montó un cuartel general en El Pozo, a 3 km desde la colina de San Juan, y se comunicó a través de oficiales montados. 
Theodore Roosevelt, que estaba segundo a cargo del Departamento de la Marina de los Estados Unidos, se alistó a la cabeza de un regimiento de caballería, los Rough Riders ("los jinetes duros"), parte de la División de Caballería comandada por Joseph Wheeler. Esto le permitió ganarse su reputación, completamente exagerada, de héroe en la batalla. Roosevelt aseguró estar solo al frente de sus tropas, el único hombre a caballo, y efectivamente, los "jinetes duros" combatían desmontados, pues, debido a la desastrosa logística de los estadounidenses, sus caballos se habían quedado olvidados en el puerto de Tampa, Florida. Roosevelt fue propuesto para recibir la Medalla de Honor, la máxima condecoración militar estadounidense, pero la petición fue desestimada en varias ocasiones. En 2001, más de un siglo después, Roosevelt recibió la medalla a título póstumo, siendo el único presidente en recibirla.

## La batalla
En el deseo de tomar cuanto antes Santiago de Cuba, el ejército estadounidense recibió orden de atacar la línea defensiva española para romperla y ocupar la ciudad. Los objetivos eran las posiciones fortificadas de El Caney y San Juan. Los estadounidenses creían que eran parte de la línea principal de defensa de la ciudad y su toma obligaría a los españoles a la rendición inmediata. El 1 de julio de 1898, la división del general Lawton recibió orden de marchar contra El Caney. El grueso del ejército invasor se dirigió contra las posiciones que defendían San Juan. Entre ellas destacaba la posición colocada en la loma del sistema defensivo, desde la que se podía hacer fuego sin gran riesgo para sus defensores. 20 000 soldados estadounidenses se despliegan frente a la posición española apoyados por 12 cañones Hotchkiss de tiro rápido. Enfrente están apostados 1700 españoles pertenecientes a los regimientos Asia, Talavera, Puerto Rico y Constitución y a la Infantería de Marina. Su única artillería son dos modernos cañones Krupp de tiro rápido. Mientras la infantería española usa los fusiles Mauser Modelo 1893 de gran precisión y alcance, los estadounidenses utilizan los anticuados fusiles Springfield Modelo 1873, Springfield Modelo 1884 y Springfield Modelo 1892-99.
Al amanecer del 1 de julio se oye el fragor del combate en dirección a El Caney. Shafter da orden de atacar San Juan. Las divisiones de los generales Wheeler y Kent comienzan el despliegue apoyados por la Brigada Summer, que intenta cruzar el río San Juan para envolver las posiciones defensivas. Los españoles observan el despliegue y el general Linares ordena reforzar la loma de San Juan con una compañía del regimiento Talavera y la posición de Canosa con otra compañía del regimiento Puerto Rico.

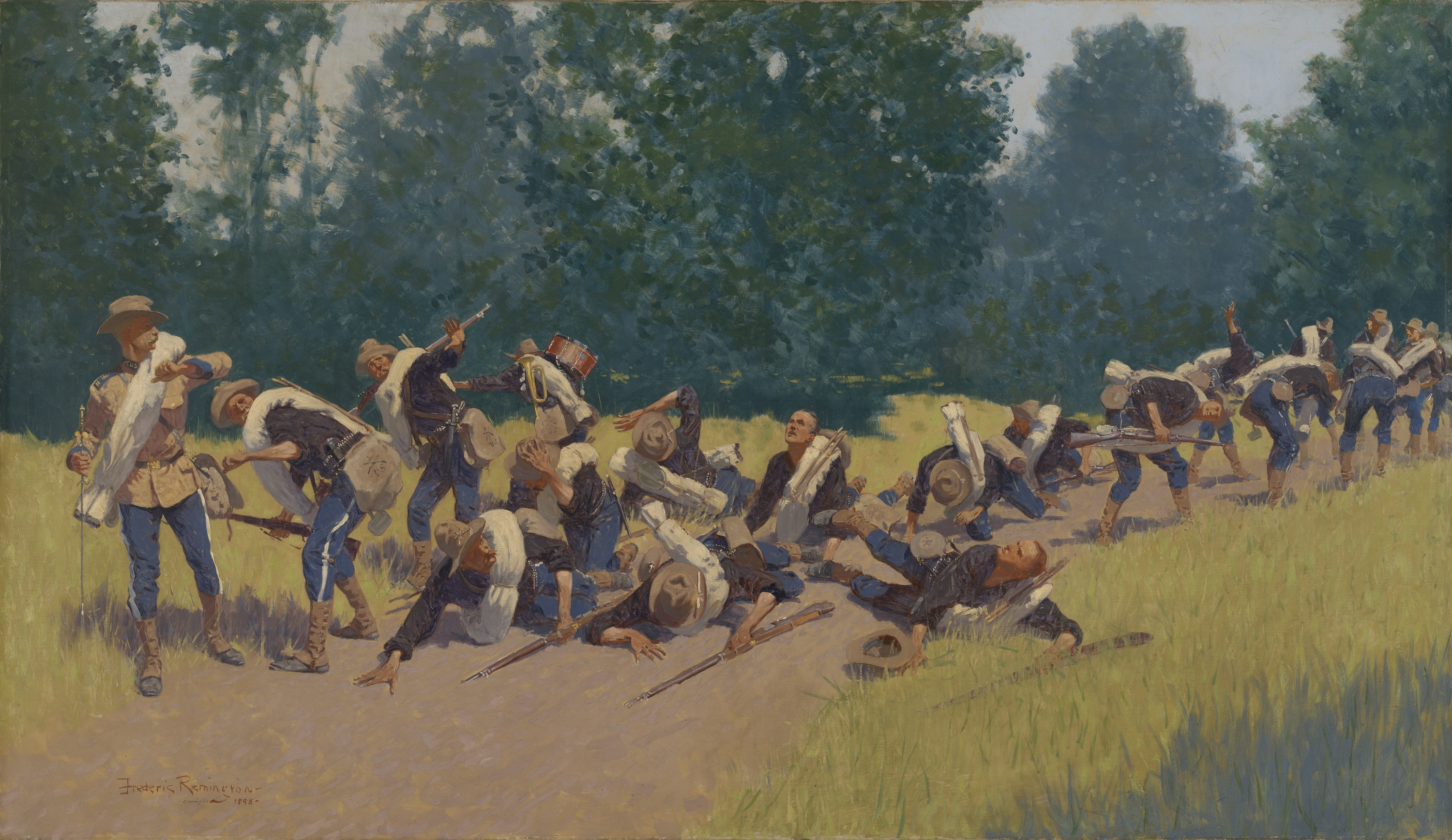
The Scream of Shrapnel at San Juan Hill, de Frederic Remington.

A las 6.30 horas, la batería estadounidense al mando de Grimes abre fuego contra las defensas españolas en la loma. El general Linares manda otra compañía de refuerzo. La guarnición española en la loma es de apenas 300 hombres al mando del coronel Vaquero. Los estadounidenses dirigen desde un globo de observación el fuego de la artillería y el avance de las tropas a través de la manigua. La artillería española, al mando del coronel Díaz Ordóñez, se despliega en la loma de San Juan y, desde allí, contrarresta el fuego de la artillería estadounidense. Sus disparos silencian durante un buen rato los cañones enemigos, a pesar de que tenían el sol de frente y los cañones estadounidenses estaban escondidos entre la vegetación de la manigua. La razón era que los españoles usaban cordita (pólvora sin humo) mientras que los estadounidenses todavía (y por última vez en una guerra importante) empleaban pólvora negra, que deja una gran nube de humo al disparar.
La división de Wheeler avanza en formación cerrada y con dificultad entre la vegetación. Las trincheras españolas hacen un fuego denso y continuado que causan decenas de muertos y heridos. Una maniobra de la división Kent, que logra enlazar con la brigada Summer, permite agilizar el avance estadounidense amenazando el flanco español. La caballería estadounidense cruza el río San Juan para intentar enlazar con la división Lawton, a la que se suponía ya avanzando después de tomar El Caney. Pero los 6500 hombres de Lawton seguían fijados frente a esa posición por 549 españoles. A las 11, la batería Grimes vuelve a abrir fuego sobre la loma de San Juan. Por segunda vez es silenciada por la artillería española. Los cañones del coronel Díaz Ordóñez apuntan ahora contra el globo de observación desde el cual eran observadas las posiciones españolas. Al cuarto disparo el globo cae desinflado.
Mientras, los estadounidenses llegan al límite del bosque y siguen por el flanco derecho de la loma haciendo un fuego intenso, que causa muchas bajas en el Regimiento Talavera. Nuevamente los cañones españoles salvan la situación. Mientras uno de ellos continúa disparando contra la batería de Grimes, a la que vuelve a silenciar, el otro cañón hace frente a los estadounidenses que avanzan por el flanco español y logra contenerlos.
A las 12 cesa el fuego. El general Linares recibe un mensaje del general Vara de Rey anunciándole que resiste en la posición de El Caney. Ante el peligro de que la loma de San Juan quede copada, el general Linares se sitúa a 800 m a la izquierda de la posición, en el camino de El Pozo, con una compañía del regimiento Talavera. Otra compañía es situada algo más lejos en el alto de Veguilla. Detrás, en reserva, se despliega un escuadrón de caballería española.
El fuego se reanuda a las 13.00 horas. Apoyando a la batería Grimes, las dos baterías estadounidenses de reserva abren fuego contra la loma de San Juan. Las divisiones Wheeler y Kent forman en columnas para un ataque frontal. Avanzan en formación cerrada pero el fuego español les causa muchas bajas. El general Wikoff, jefe de la 2.ª brigada de la división de Kent, cae muerto; su sustituto, el coronel Worth, es herido de gravedad. A los cinco minutos, el nuevo jefe de la brigada, el teniente coronel Liscum, resulta herido. El reguero de bajas es numeroso. El primer batallón del regimiento de infantería n.º 17 de los estadounidenses huye en desbandada. A pesar de esto, continúan mandando oleada tras oleada que, con indudable valor, intentan ganar la loma, mientras su artillería machaca las posiciones españolas. Shafter desiste del ataque frontal y ordena rodear la loma. No sabe que la guarnición española está casi aniquilada. El general Linares manda que la caballería y una compañía de 100 marineros de la flota de Cervera refuercen la guarnición, pero no consiguen llegar. Los estadounidenses siguen avanzando por el flanco. El general Linares los ataca al mando de 400 soldados, sin lograr contenerlos.
La loma de San Juan es un cementerio. Casi toda la guarnición ha sido exterminada; su jefe, el coronel Vaquero resultó despedazado por la artillería; escasea la munición de los fusiles; la artillería española ha agotado la munición y solo tiene botes de metralla. Pero, a pesar de todo, la guarnición resiste. Desde el flanco derecho, la división Wheeler somete a un fuego violento a los defensores españoles. Las compañías del regimiento Talavera, que se dirigen en su auxilio, son rechazadas. Han tenido un 70 % de bajas desde el inicio de la acción. En la loma solo quedan los artilleros y 40 soldados de infantería con unas pocas balas. Los artilleros se retiran con las piezas. En pocos minutos la munición se acaba y el capitán Patricio de Antonio ordena calar las bayonetas. Los restos de la guarnición de la loma de San Juan se retiran hacia el bosque, al que llegan solo ocho hombres. A las 16.00 la loma es ocupada.
A pesar de la conquista de la Loma de San Juan y de El Caney, los estadounidenses se sienten desolados. Creían que tales posiciones eran claves del sistema defensivo español cuando, en realidad, eran posiciones avanzadas aunque de indudable valor estratégico. Para romper definitivamente las defensas de Santiago, los estadounidenses se lanzan sobre la posición de Canosa al atardecer del 1 de julio de 1898. La defiende el coronel de ingenieros Caula con dos compañías de infantería, una compañía de marineros y los restos de la guarnición de San Juan. Los estadounidenses lanzan oleada tras oleada, siendo rechazados con grandes bajas. En esta acción resulta herido el general Linares y muerto el coronel Caula. La situación es desesperada. Ya no quedan reservas. El general Toral que sustituye a Linares, acude a los hospitales y con 150 soldados heridos y convalecientes va en refuerzo de Canosa. Un grupo de heridos y enfermos rechaza el último ataque estadounidense. El deplorable estado de los heridos y enfermos que se prestaron a luchar acuñó la frase de los regimientos activos y tripulaciones desembarcadas "si así luchan los muertos, ¿cómo no vamos a luchar los vivos?".
Cuando ya anochece, el capitán de Navío Joaquín Bustamante, jefe del Estado Mayor de la flota, al mando de 100 marineros de las columnas de desembarco, intenta reconquistar la loma de San Juan. La falta de luz les había hecho creer que las tropas estadounidenses en San Juan eran escasas. Avanzan sigilosamente hacia la colina. Una descarga los alcanza en el límite del bosque y el capitán Bustamente cae herido. El destacamento se retira con algunas bajas. La noche del 1 de julio de 1898 cae dejando tras de sí 600 bajas españolas y 2000 estadounidenses. Bustamante falleció pocos días después en el Hospital Militar de Santiago de Cuba y recibió a título póstumo la Cruz Laureada de San Fernando.
Otra muestra de valor se vivió cuando la madrugada del 3 de julio las tripulaciones desembarcadas, tras luchar con denuedo en San Juan y La Canosa, se embarcaron prácticamente sin ausencias ni deserciones en la flota de Cervera que habría de enfrentarse a la salida de la bahía de Santiago a un nuevo desastre militar.